# Destin Daniel Cretton
Destin Daniel Cretton est un réalisateur, producteur, monteur et scénariste américain né le 23 novembre 1978 à Haiku à Hawaï.

## Filmographie

### Réalisateur
- 2002 : Longbranch: A Suburban Parable
- 2006 : Bartholomew's Song
- 2006 : Drakmar: A Vassal's Journey
- 2007 : Deacon's Mondays
- 2012 : I Am Not a Hipster (en)
- 2013 : States of Grace (Short Term 12)
- 2016 : Scenes for Minors
- 2017 : Le Château de verre (The Glass Castle)
- 2019 : La Voie de la justice (Just Mercy)
- 2021 : Shang-Chi et la Légende des Dix Anneaux (Shang-Chi and the Legend of the Ten Rings)
- 2026 : Spider-Man: Brand New Day

### Scénariste
- 2002 : Longbranch: A Suburban Parable
- 2006 : Bartholomew's Song
- 2007 : Deacon's Mondays
- 2008 : Short Term 12
- 2012 : I Am Not a Hipster (en)
- 2013 : States of Grace
- 2017 : Le Chemin du pardon
- 2017 : Le Château de verre
- 2019 : La Voie de la justice (Just Mercy)

### Producteur
- 2006 : Drakmar: A Vassal's Journey
- 2007 : Deacon's Mondays
- 2008 : Short Term 12
- 2011 : By the Time the Sun Is Hot
- 2012 : I Am Not a Hipster (en)
- 2014 : Snapped
- 2014 : Switchfoot: Close to Our Hearts, The Bro-Am Documentary
- 2015 : Los
- 2016 : Scenes for Minors

### Monteur
- 2002 : Longbranch: A Suburban Parable
- 2006 : Bartholomew's Song
- 2006 : Drakmar: A Vassal's Journey
- 2007 : Deacon's Mondays
- 2008 : Short Term 12
- 2012 : I Am Not a Hipster